# Akinwumi Adesina
Akinwumi Adesina (Ogun, Nigeria; 1960) es un exministro de Agricultura y Desarrollo rural de Nigeria. El 28 de mayo de 2015, fue elegido presidente del Banco Africano de Desarrollo (BAD). Sucede a Rwandais Donald Kaberuka al frente de esta institución el 1 de septiembre de 2015.

## Biografía
Realizó su tesis de doctorado en economía agrícola por la Universidad Purdue en la Indiana Estados Unidos en 1988. Es Licenciado (mención Muy honorable) en economía agrícola por la Universidad de Ife al Nigéria en 1981.
Ha ocupado funciones de economista en instituciones agrícolas internacionales, de Director en seguridad alimentaria después de Director regional a la Fundación Rockefeller antes de ser nombrado Vicepresidente de Operaciones de la Alianza para la revolución verde en África (AGRA).
Ministro de Agricultura y del Desarrollo rural de Nigeria de 2011 a 2015, dándose a conocer en Nigeria en la lucha contra la corrupción. El Secretario general de la ONU lo ha nombrado (entre los 17 dirigentes mundiales llamados) para contribuir a la realización de los Objetivos del milenio para el desarrollo.
Fue elegido el 28 de mayo de 2015 Presidente del Banco africano de Desarrollo y toma oficialmente sus funciones el 1 de septiembre de 2015. 	   	
El 19 de octubre de 2017 fue premiado con el World Food Prize de 2017 como reconocimiento a su papel en el desarrollo de la agricultura y la producción africana mediante el impulso de reformas legislativas que posibilitaron a los pequeños agricultores acceder a financiación para mejorar sus negocios.
En 2013, es electo Africano del año por sus reformas en el sector de la agricultura por la revista Forbes.
Con su esposa Grace tienen dos hijos.